# Селе, Тхабо
Тхабо Селе (англ. Thabo Cele; род. 15 января 1997, Квамашу) — южноафриканский футболист, полузащитник клуба «Кайзер Чифс» и сборной ЮАР. Участник Олимпийских игр 2020 в Токио.

## Клубная карьера
Воспитанник клуба «Квамашу Олл Старз» и Академии «КЗН». В 2016 году подписал контракт с командой третьей португальской лиги «Реал Келуш». В 2017 году подписал соглашение с дублёрами «Бенфики». 27 августа в матче против «Академику де Визеу» дебютировал в Сегунда лиге. В начале 2018 года Селе на правах аренды вернулся в «Реал Келуш». Летом того же года подписал контракт с «Кова-да-Пиедади». 12 августа в матче против дублёров «Витории» Гимарайнш дебютировал за новую команду. 6 апреля 2019 года а поединке против «Академика де Визеу» забил свой первый гол за «Кова-да-Пиедади».
В 2021 году Селе перешёл в польский «Радомяк», подписав контракт на два года. 26 ноября в матче против краковской «Вислы» дебютировал в польской Экстраклассе.
Летом 2023 года Селе перешёл в российский «Факел». 2 сентября в матче против «Крыльев Советов» он дебютировал в РПЛ.
27 января 2025 года Селе подписал контракт сроком на три с половиной года с «Кайзер Чифс».

## Международная карьера
В 2017 году в составе молодёжной сборной ЮАР Селе принял участие в молодёжном чемпионате мира в Южной Корее. На турнире он сыграл в матчах против команд Японии, Италии и Уругвая.
4 июля 2017 года в Кубка КОСАФА против сборной Ботсваны Селе дебютировал за сборную ЮАР.
В 2021 году Селе в составе олимпийской сборной ЮАР принял участие в Олимпийских играх в Токио. На турнире он сыграл в матчах против команд Японии, Франции и Мексики.